# 34-й швидкий
«34-й швидкий» (рос. «34-й скорый») — російський радянський гостросюжетний фільм-катастрофа 1981  року. Знятий  Андрієм Малюковим в руслі установки на видовищність, взятої «Мосфільмом» на рубежі 70-80-х років після виходу двома роками раніше іншого радянського фільму-катастрофи «Екіпаж». Проте касові збори фільму склали майже в три рази менше, ніж у «Екіпажу».
В основу фільму були покладені реальні події. 27 лютого 1977 року близько половини десятого вечора в одному з вагонів швидкого поїзда «Юність», що слідував з  Москви в Ленінград, сталася пожежа. Вогонь стрімко поширювався від купе провідника по всьому вагону. Серед пасажирів почалася сильна паніка. Припинити її спробували троє курсантів Ленінградського вищого пожежно-технічного училища МВС СРСР, які слідували з відпустки. Тому, що потяг зупинився в полі й двері виявилися зачинені на замок, курсантам довелося розбивати вікна вагонів і через них робити евакуацію пасажирів. Під час евакуації троє курсантів - М.Б. Жуков, В.А. Іванов і Ю. Б. Малишев - загинули. Жуков, Іванов і Малишев Указом Президії Верховної Ради РРФСР від 28 липня 1977 були нагороджені посмертно медалями «За відвагу на пожежі» .

## Сюжет
Швидкий поїзд № 34 Москва-Елекмонар відправився точно за розкладом. Молода провідниця бере 3-х безбілетників до себе у вагон. Під час ревізії цей факт розкривається і безбілетники повинні бути висаджені, але один з них закохується в провідницю і сходить з поїзда, насильно взявши її з собою. В купе він залишає непогашену сигарету, через яку у вагоні починається пожежа. Машиністи незадовго до виявлення пожежі обговорюють той складний підйом, на який їх поїзд підіймається в цей час. Після зупинки поїзда залізничники проводять  евакуацію людей, яка проходить благополучно. Палаючий вагон відділений на безпечну відстань від інших. Щоб не мерзнути, пасажири вагонів, які залишили повертаються на свої місця. Але спекулянт, вистрибує з вагона, упускає під колеса вагона, що палав валізу з грошима і витягує  башмак з-під вагона, щоб врятувати валізу. В результаті вагон, який палав котиться під ухил, чіпляючи вагони хвостової частини поїзда з пасажирами. Некерований зачеп набирає хід під ухил. Люди намагаються вистрибувати з вагонів. Катастрофа неминуча. Залізничники всіма силами намагаються їй запобігти.

## У ролях
- Лев Дуров - клоун Мульти / Михайло
- Олена Майорова - провідниця Серафима Стешкова / Сіма
- Альгімантас Масюліс - Борис
- Олександр Фатюшин - Олександр Муханов
- Олександр Рищенко - помічник машиніста
- Петеріс Гаудіньш - Петро
- Марина Шиманська - Рая / наречена
- Ірина Печерникова - пасажирка-«заєць»
- Валерій Рижаков - пасажир-«заєць»
- Григорій Маліков - курсант
- Олег Голубицький - Семен Гнатович / начальник поїзда
- Олександр Пятков - Сашко / працівник вагону-ресторану
- Данило Нетребін - ревізор
- Зоя Василькова - мати нареченої
- В'ячеслав Єзепов - пасажир

## Знімальна група
- Автор сценарію:  Всеволод Іванов за участю  Андрія Малюкова
- Режисер-постановник:  Андрій Малюков
- Оператор-постановник:  Юрій Гантман
- Художник-постановник: Тетяна Лапшина
- Композитор:  Марк Мінков